# هنري لوسون (أديب)
هنري أرشيبالد هيرتزبيرغ لوسون (17 يونيو 1867 - 2 سبتمبر 1922) كان كاتبًا وشاعر بوش أستراليًا. إلى جانب معاصره بانجو بيترسون، يعد لوسون من بين أشهر الشعراء الأستراليين وكتاب الخيال في الفترة الاستعمارية، وغالبًا ما يطلق عليه «أعظم كاتب قصة قصيرة في أستراليا».
كان لوسون قوميًا وجمهوريًا صريحًا، وساهم بانتظام في مجلة بوليتن، وساعدت العديد من أعماله في الترويج للغة الأسترالية العامية في الروايات. وكتب بغزارة في تسعينيات القرن التاسع عشر، وبعد ذلك انخفض إنتاجه، جزئيًا بسبب صراعه مع إدمان الكحول والأمراض النفسية. وفي أوقات فقره أمضى فترات في دارلينغيرست غول ومؤسسات الطب النفسي. وبعد وفاته عام 1922 إثر إصابته بنزيف في المخ، أصبح لوسون أول كاتب أسترالي يحصل على جنازة رسمية.
وقد كان هنري ابن الشاعرة والناشرة والنسوية لويزا لوسون.

## أسرته وحياته المبكرة
ولد هنري لوسون في 17 يونيو عام 1867 في بلدة تقع في غرينفيل غولدفيلدز في نيوساوث ويلز. وكان والده نيلز هيرتزبيرغ لارسن عامل منجم نرويجي المولد. وقد سافر نيلز لارسن في البحر في سن الحادية والعشرين ووصل إلى ملبورن عام 1855 للانضمام إلى سباق الذهب مع شريكه ويليام هنري جون سلي. والتقى والدا لوسون في غولدفيلدز في بايبكلاي (الآن يورونديري في بلدة مودجي). وتزوج نيلز بلويزا ألبوري (1848-1920) في 7 يوليو عام 1866 عندما كان يبلغ من العمر 32 عامًا وهي 18 عامًا. وعند ولادة هنري تغير لقب العائلة إلى الإنجليزية وسُمي نيلز بيتر لوسون. وكان زواجهما غير سعيد. ولعبت لويزا، بعد رعاية أسرتها، دورًا مهمًا في الحركات النسائية، وحررت صحيفة نسائية بعنوان الفجر (نُشرت منذ مايو عام 1888 حتى يوليو عام 1905). ونشرت أيضًا المجلد الأول لابنها، ونحو عام 1904 أصدرت مجلدًا خاصًا بها هو درت أند دو، وهي قصة بسيطة من 18000 كلمة. وفي عام 1905 جمعت قصائدها الخاصة ونشرتها تحت اسم المعبر الوحيد وقصائد أخرى. ومن المحتمل أن لويزا كان لها تأثير قوي على العمل الأدبي لابنها في بداياته. ويقع قبر بيتر لوسون (مع شاهد القبر) في مقبرة خاصة صغيرة في هارتلي فيل في نيوساوث ويلز، على بعد مسيرة بضع دقائق خلف نزل كوليت.
التحق لوسون بالمدرسة في يورونديري من 2 أكتوبر عام 1876 لكنه عانى من التهاب في الأذن في هذا الوقت تقريبًا. وتركه ذلك مصابًا بصمم جزئي وبحلول سن الرابعة عشرة فقد سمعه تمامًا. ومع ذلك كان معلمه جون تيرني لطيفًا وفعل كل ما في وسعه من أجل لوسون، الذي كان خجولًا جدًا. والتحق لوسون في وقت لاحق بمدرسة كاثوليكية في مودجي، نيوساوث ويلز على بعد نحو 8 كم؛ وكان المعلم هناك السيد كيفان يعلم لوسون الشعر. كما كان لوسون قارئًا شغوفًا لديكنز وماريات والروايات الأسترالية مثل رواية ماركوس كلارك لأجل مدة حياته الطبيعية (1874) ورواية رولف بولدروود سرقة مسلحة (1882)؛ وأعطته عمته أيضًا مجلدًا من تأليف بريت هارت. وأصبحت القراءة مصدرًا رئيسيًا لتعليمه لأنه واجه صعوبة في التعلم في الفصل بسبب صممه.
بعد العمل في البناء مع والده في الجبال الزرقاء، انضم لوسون إلى والدته في سيدني بناءً على طلبها في عام 1883. وكانت لويزا آنذاك تعيش مع أخت هنري وشقيقه. وفي هذا الوقت كان لوسون يعمل نهارًا ويدرس ليلًا للحصول على شهادة الثانوية العامة على أمل الحصول على تعليم جامعي. ومع ذلك فقد رسب في امتحاناته. وعاش لوسون في منزل داخلي في شارع ويليام وكتب قصيدة بعنوان شارع ويليام. وقضى لوسون أيضًا بعض الوقت في نيوكاسل في مدرسة ويكام للفنون أثناء عمله في ورش السكك الحديدية التابعة لفرع هدسون براذرز. وأشار إلى أنه «يتابع مدرسة الفنون، ولا يزال لديه فكرة عن التعلم قبل فوات الأوان». وفي عمر العشرين ذهب لوسون إلى مستشفى العيون والأذن في ملبورن ولكن لم يمكن تقديم أي علاج لصممه.
في عام 1890 بدأ علاقة بماري جيلمور. وقد كتبت عن خطوبة غير رسمية ورغبة لوسون بالزواج منها، لكن الخطبة لم تتم بسبب غيابه المتكرر عن سيدني. ورويت قصة علاقتهما في مسرحية آن بروكسبانك كل حبي. 

في عام 1896 تزوج لوسون ببيرثا بريدت ابنة بيرثا بريدت الاشتراكية البارزة. وانتهى الزواج بشكل تعيس. وقد تقدمت بيرثا بطلب للطلاق وقالت في إفادة خطية لها:
كان زوجي خلال ثلاث سنوات وما فوق سكيرًا دائمًا وكان مذنبًا بالقسوة نحوي. تتكون إفادتي الخطية من الأفعال والأمور التالية. أن زوجي خلال السنوات الثلاث الماضية ضربني على وجهي وعلى أنحاء جسدي وظهر السواد حول عيني إثر ذلك وضربني بزجاجة وحاول طعني وسحبني من السرير عندما كنت مريضة وأحدث ضوضاء في غرفتي عن قصد عندما كنت مريضة وشد شعري واستخدم لغة مسيئة ومهينة مرارًا وتكرارًا وهو مذنب بارتكاب أفعال أخرى قاسية تجاهي حيث تتعرض صحتي وسلامتي للخطر.
جرى منح الطلاق القضائي وأعلن في يونيو عام 1903. وكان لديهما طفلان، الابن جيم (جوزيف) والابنة بيرثا.

## كتابة الشعر والنثر
أول قصيدة منشورة لهنري لوسون كانت «أغنية الجمهورية» التي نشرت في مجلة بوليتن في 1 أكتوبر عام 1887؛ وكان لأصدقاء والدته الجمهوريين تأثير عليه. وتبع ذلك «حطام قلعة ديري» ثم «غولدن غولي». وكانت بادئة القصيدة السابقة ملاحظة تحريرية:
عند نشر الأبيات الملحقة، يسعدنا أن نذكر أن الكاتب فتى يبلغ من العمر 17 عامًا، وهو شاب أسترالي لم يتلق حتى الآن تعليمًا كاملًا، ويكسب رزقه في ظل بعض الصعوبات كرسام من المنزل، شاب يتمتع بعبقريته الشعرية وهنا تقدم نفسها ببلاغة.
كان لوسون يبلغ من العمر 20 عامًا وليس 17 عامًا.
في 1890-1891 عمل لوسون في ألباني. ثم تلقى عرضًا للكتابة لصالح بوميرانغ في بريزبين في عام 1891، لكنه استمر نحو 7-8 أشهر فقط حيث أصبحت بوميرانغ بعدها في وضع سيئ. وأثناء وجوده في بريزبين ساهم في صحيفة وركر لويليام لين. وفي وقت لاحق تولى منصبًا تحريريًا في صحيفة أخرى تحمل الاسم نفسه وركر في سيدني، لكنه لم ينجح في ذلك. وعاد إلى سيدني واستمر في الكتابة لصالح بوليتن التي دفعت تكاليف رحلة داخلية له في عام 1892، حيث واجه الواقع القاسي في نيوساوث ويلز المتأثرة بالجفاف. كما كان يعمل حمالًا في سقيفة الصوف في محطة توريل. وقد أدى ذلك إلى مساهمته في بوليتن ديبيت وأصبحت مصدرًا للعديد من قصصه في السنوات اللاحقة. ويكتب إيلدر عن الرحلة التي قام بها لوسون بين هانغرفورد وبورك باعتبارها «أهم رحلة في تاريخ الأدب الأسترالي» ويقول إنها «أكدت كل أفكاره المسبقة حول نمط البوش الأسترالي. لم يكن لدى لوسون أوهام رومانسية حول «القصيدة الريفية». ومع استمرار إيلدر كانت نظرته القاتمة إلى المناطق النائية بعيدة كل البعد عن «القصيدة الرومانسية للفرسان الشجعان والمناظر الطبيعية الجميلة التي جرى تصويرها في شعر بانجو بيترسون».
كانت أنجح مجموعة نثرية للوسون هي بينما الغلاية تغلي، التي نُشرت عام 1896. وفيها «واصل هجومه على بيترسون والرومانسيين، وفي أثناء ذلك أعاد اختراع الواقعية الأسترالية تقريبًا». وكتب إيلدر أنه «استخدم جملًا قصيرة وحادة، بلغة خام مثل إرنست همنغواي أو ريموند كارفر. مع صفات قليلة ووصف دقيق ابتكر لوسون أسلوبًا وعرّف الأستراليين: مختصرون بشكل واضح، ومتساوون عاطفيًا، وإنسانيون بعمق».